# 備前陶器窯跡
備前陶器窯跡（びぜんとうきかまあと）は、岡山県備前市伊部にある室町時代後期から江戸時代末期にかけての窯群の跡。国の史跡に指定されている。

## 概要
窯跡は備前市伊部地区の伊部南大窯跡、伊部西大窯跡、伊部北大窯跡の3箇所から成る。元々、伊部南大窯跡のみが昭和34年（1959年）に国の史跡に指定されていた。また、伊部西大窯跡と伊部北大窯跡は備前市の史跡に指定されていた。平成21年（2009年）2月12日に伊部西大窯跡と伊部北大窯跡が追加指定され、指定名称が「備前陶器窯跡」に変更された。

## 大窯の歴史
鎌倉時代より生活の変化から日用品に堅く強い実用的な器が求められるようになり、それに合致した備前焼は壺、甕、すり鉢などを生産するようになった。現在の岡山県周辺や近畿地方などで流通していたものが人気となり次第に全国に販路を広げるようになった。大窯が築窯されるまでは浦伊部や熊山の山中に小型の窯が散在していた。しかし備前焼は大量生産の必要性が高まったため、室町時代後期より共同窯として山麓に大窯が築窯された。
桃山時代に盛んになった茶の湯において素朴な味わいの備前焼は珍重されるようになり、桃山時代から江戸時代初期に大窯は最盛期を迎えた。
江戸時代、岡山藩に池田家が入部すると大窯は藩の管理下に置かれた。江戸時代中期以降、各地で陶磁器が焼かれるようになり、備前焼の販売は次第に減少し大量生産の必要性が無くなった。また、藩の保護も次第に減少した。このため江戸時代中期以降、窯の維持管理が負担となっていった。そして、江戸時代後期の天保年間（1830年～1843年）に天保窯と呼ばれる小型で効率の良い融通窯が出来ると、大窯は衰退し幕末に終焉を迎えた。

## 伊部南大窯跡
JR赤穂線伊部駅の南方約200メートルの榧原山北麓に位置する。東窯、中央窯、西窯の3基から成る。窯の周囲には破損品や窯道具を廃棄した物原（ものはら）がある。東窯が最大で全長約54メートル、幅約5メートルで全国の窯の中でも最大規模である。中央窯は全長約30メートル、幅2.3メートルである。西窯は全長約31メートル、幅2.8メートルである。窯は山の斜面を少し掘り下げ、その上にアーチ型に天井が乗ったトンネル構造となっていた。天井を支えるため土の支柱が設けられていた。
西窯の更に西には天保11年（1840年）頃に築かれた天保窯の窯跡があり明治18年～19年（1885年～1886年）頃まで操業していた。全長約18.5メートル、幅約4.5メートル。また、榧原山の中腹の標高70メートル地点には、全長約4～5メートル、幅1メートル弱の平安時代の小さな窯跡が見つかっており、古くからここで陶器が焼かれていたことがわかる。
ここでは主に壺、甕、徳利、すり鉢などの日用雑器類が焼かれた。他にも大甕や茶器・花器なども焼かれた。一度に3万4～5千点を焼くことが出来、焼成には35日程度を要した。1回の焼成に必要な薪の量は1万5～6千貫（56トン～60トン）であった。
昭和34年（1959年）5月13日に国の史跡に指定された。

## 伊部西大窯跡
伊部駅の北西約600メートルの医王山東麓に位置する。現在、3基の窯跡が確認されており、最大の窯は全長約40メートル、幅約4メートルである。南大窯と同様に主に壺、甕、徳利、すり鉢などの日用雑器類が焼かれた。他にも大甕や茶器・花器なども焼かれた。
昭和51年（1976年）3月21日、備前西大窯跡として備前市の史跡に指定された。その後、平成21年（2009年）2月12日、国の史跡となった。

## 伊部北大窯跡
伊部駅の北約300メートルの不老山南麓、忌部神社の周囲に位置する。現在、4基の窯跡が確認されている。そのうちの1基（全長約45メートル、幅4.7メートル）は天津神社から忌部神社へ至る道によって分断されている。この窯跡は桃山時代の築窯と推定されている。他の3基は忌部神社の北西斜面に平行して築かれている。このうち最も北西の窯は全長約47メートル、幅5.4メートルと確認されている。この窯は江戸時代後期の書物『古伊部神伝録』に室町時代前期の応永年間（1394年～1427年）に存在していたと書かれている。しかし、出土品を見ると室町時代後期より以前のものは確認されていない。北大窯も南・西大窯と同様に主に壺、甕、徳利、すり鉢などの日用雑器類が焼かれた。また他にも大甕や茶器・花器なども焼かれた。
江戸時代中期の享保5年（1720年）北大窯の老朽化による改築が余儀なくされたが費用が捻出できず、窯を3分の1に縮小したいとの嘆願書が藩に提出されるまでになっていた。
昭和46年（1971年）10月6日、備前北大窯跡として備前市の史跡に指定された。その後、平成21年（2009年）2月12日、国の史跡となった。

## 参考資料
- 現地案内板